# Propaganda Poster Art Centre
Het Propaganda Poster Art Centre is een museum in Shanghai. In het museum zijn posters tentoongesteld uit het maoïstische tijdperk van China, en met name uit de Culturele revolutie. Er zijn ongeveer 5000 posters, die stammen uit de periode 1949 tot 1979. Het museum is gevestigd in de kelder van een appartementencomplex in de voormalige Franse concessie.
Het museum bestaat uit twee ruimtes. In de ene zijn de posters tentoongesteld, in de andere ruimte zijn overcomplete posters te koop. In 2007 zijn dat nog originele afdrukken uit de genoemde periode.
Op veel posters staat voorzitter Mao afgebeeld als de opgaande zon van zijn land. Verder sterke landarbeiders en soldaten, gelukkige gezinnetjes. Op andere posters wordt de westerse wereld, en met name de Verenigde Staten als de slechterik afgebeeld. De westerse mensen hebben grote neuzen. Chinezen hebben kleinere neuzen en vinden de grotere westerse neuzen erg opvallend.
De eigenaar van het museum, Yang Pei Ming, heeft de posters als hobby verzameld, omdat hij ze als een kunstuiting beschouwt. Hij wil de posters bewaren voor toekomstige generaties, maar er is geen sprake van subsidie of steun van de Chinese overheid. Het museum wordt vooral bezocht door toeristen, omdat het vermeld is in de Lonely Planet.